# Horvát Nemzeti Színház (Zágráb)
A Horvát Nemzeti Színház (horvátul: Hrvatsko narodno kazalište, régebben Narodno zemaljsko kazalište) zágrábi neoreneszánsz stílusú épülete Ferdinand Fellner osztrák építész és Hermann Helmer német építész remeke. Az épületet 1895. október 14-én mintegy 750 néző jelenlétében nyitották meg ünnepélyesen.  
Jelenleg (2023) a Horvát Nemzeti Színház társulata működik benne.

## Története
A zágrábi színjátszás története a középkorban kezdődik. Nyugat-Európához hasonlóan a székesegyházban már a 11. századtól kezdve adtak elő liturgikus témájú drámákat (húsvét, vízkereszt), a nyilvános tereken pedig a 14. század közepétől játszottak profán farsangi játékokat. A 16. században a Kaptol iskolájában játszottak színdarabokat. A jezsuiták saját gimnáziumukban 1607 óta folyamatosan adtak elő színdarabokat előbb latinul, később pedig kaj horvát nyelven. 1772-ig a város tucatnyi helyén mintegy 400 színpadi művet adtak elő a színpadon, de nyilvánosan is. A jezsuita rend felszámolása után a Kaptol szemináriumban 1791 és 1834 között jóval ritkábban, mint náluk, de mégis folyamatosan játszották, a komédiák és színdarabok kaj horvát fordításait, adaptációit. A 18. század végén német társulatok kezdtek Zágrábba jönni. Játszottak a Harmicán (ma Jelačić tér) és a fogadókban, valamint alkalmanként a felsővárosi nemesi palotákban. Zágráb első nyilvános színházterme a klarisszák kolostorának (ma Zágráb város múzeuma az Opatička 20. szám alatt) felújított étkezőjében kapott helyet. Általánosságban elmondható, hogy a 18. század végén a közönség is igényesebbé vált tudva, hogy az európai városokban a színházak jóval magasabb szinten vannak, mint az itteni improvizáción alapuló előadások.
Zágráb első nyilvános színháza, amely már a színház jellemzőivel (plakátok, jegyek) is rendelkezett egy nemesi palotában található. Ez volt az ún. Pejačević-Amadé Színház (ma a Horvát Természettudományi Múzeum épülete, Demetrova utca 1.), mely 1797 és 1834 között működött. Az épület utolsó tulajdonosáról a Kulmer-Pejačević családról és gróf várkonyi és bősi Amade Antal Ignácról, Zágráb főispánjáról kapta a nevét. A tulajdonos kizárólag német társulatoknak adta bérbe az Amadé-színházat, de 1832-ben és 1833-ban a német színészek már több színdarabot adtak elő kaj horvát nyelven is.
Az európai színházi élet általános virágzása hatására Zágrábban is megépült az első színház. 1833-ban Kristofor Stanković zágrábi nagykereskedő és földbirtokos elnyerte a bécsi lottó fődíját és úgy döntött, hogy magánbefektetésként színházépületet épít. Az építéshez városi bíró adományozott földet a Szent Márk tér és a Freudenreich utca sarkán, és ugyanezen év nyarán megkezdődött a színház építése, amely 1851-ig magántulajdonban volt. A Ljubljanából érkezett olasz származású építészek, Cristoforo és Antonio Cragnolini apa és fia, neoklasszicista stílusban tervezték meg az épületet, melyet 1834. október 4-én nyitottak meg. Itt egészen 1840. június 10-ig kizárólag német társulatok adtak elő. Ekkor az újvidéki színtársulat előadásában került színre Ivan Kukuljević Sakcinski „Juran és Szófia, avagy a török Sziszeknél” című „hősi játéka”. A Stanković (vagy Felsővárosi) színház táncteremmel is rendelkezett, ahol a horvát parlament 1848-ban ülésezett. Bár a színház nagy teremmel (több mint 750 férőhellyel) rendelkezett, technikailag nem volt megfelelően felszerelt. Sokáig minden bizonnyal ez volt a város színházi és általános kulturális életének központja, de amikor 1895-ben megnyitották az új színházat érthetetlen okokból közigazgatási célokra alakították át, így ma ez a terem ad helyet a városi közgyűlés üléseinek.
Az európai városok fejlődésében a 19. század második felében a színházak különösen fontos helyet foglaltak el, mely a liberális polgárság erősségének egyik mutatója volt. A 19. század végétől az első világháború kezdetéig Horvátországban számos új színházi épületet emeltek. Zárában és Dubrovnikban 1865-ben, Eszéken 1866-ban, Šibenikben 1870-ben, Varasdon 1873-ban, Fiumében 1885-ben, Károlyvárosban 1892-ben, Splitben 1893-ban nyílt meg a színház, így a főváros sem akart lemaradni. A színházi élet egyre gyorsabb fejlődésének közepette, különösen a művészeti és technikai követelmények terén - különösen az Opera 1870-es alapítása után – az igények messze meghaladták a Felsővárosi Színház lehetőségeit.

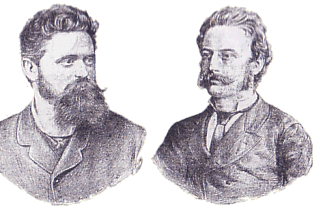
Ferdinand Fellner és Hermann Helmer

Egy felszereltebb épület felépítésének gondolata már 1871-ben felmerült, de az 1880-as zágrábi földrengésig ezen a téren nem történt semmi. A földrengés azonban jelentős károkat okozott a Felsővárosi Színház épületében, így ismét felvetődött az új színház kérdése. Az 1880 áprilisában kinevezett Marijan Derenčin horvát író és parlamenti képviselő által vezetett színházi bizottság adománygyűjtési kampányba kezdett és átfogó petíciót nyújtott be a kormányhoz egy új épület felépítésének szükségességéről, egyúttal tervrajzokat rendelt meg. 1893-ig öt készült el. 1881 júniusában a horvát parlament elfogadta az új zágrábi nemzeti színház építéséről szóló törvényt, amelyet I. Ferenc József császár október 31-én megerősített. Július 15-én nyújtotta be a színházakra szakosodott Fellmer és Helmer cég saját tervét. Derenčinnek színházból való távozásával azonban minden erőfeszítés elakadt. 1883-ben gróf Khuen-Héderváry Károly lett az új horvát bán, aki 1885-ben megbeszéléseket folytatott az épület helyéről, és csak Izidor Kršnjavinak, mint vallási és oktatási elöljárónak sikerült rávennie, hogy hozzon végleges döntést az építkezésről, mert a császár látogatását 1895 őszére tervezték Zágrábba. A helyszínről folytatott városi vitát maga Khuen-Héderváry szakította meg azzal a döntéssel, hogy a leendő színházat a városi vásártér helyére építik annak ellenére, hogy a város fejlesztési elképzelése korábban a város szélére tervezte azt. Az új színházépületet így számos, a 19. század végétől a 20. század elejéig épített, monumentális épület veszi körül.

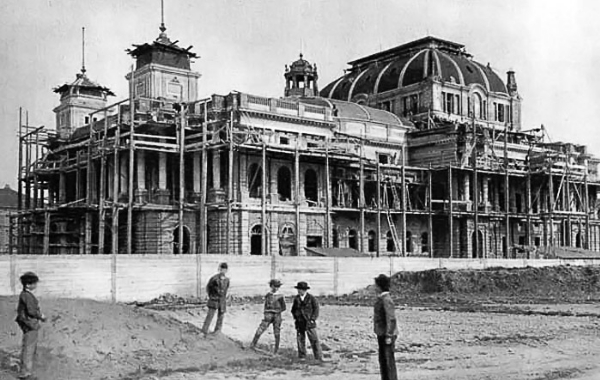
Az épülő színház 1894-ben

1893 őszén a bécsi Helmer és Fellner építészeti iroda új tervet nyújtott be, január 5-én pedig aláírták a szerződést az új színházépület építésére. Az építésnek 1894 tavaszán kellett kezdődnie és 1895. október 1-re kellett befejeződnie. Időközben a bán Stjepan Miletićet (1868–1908) nevezte ki a Horvát Nemzeti Színház intendánsává, aki az 1894/1895-ös évad elején lépett hivatalba. Miletić első intendánsi szezonja, amelyben már megkezdte a reformok végrehajtását egyben az utolsó évad volt a Felsővárosi Színházban, ahol végül sikerült áramot hoznia a nézőtérre és a színpadra.
1894 áprilisában pályázatot írtak ki építési munkákra, és munkát a kifejezett szakmunkák kivételével zágrábi vállalatoknak és iparosoknak ítélték oda. Az építés vezetésével Hrubyt bízták meg. A díszítőszobrászati munkákat zömmel osztrák művészek készítették. A talajvizsgálatok alapján egy méterrel meg kellett emelni az építési területet. 1894. május 22-én több mint kétszáz munkás kezdte meg az építkezést. Négy hónapon belül az épület tető alatt volt, és megkezdődtek a belső munkálatok. A kormány elfogadta Miletić javaslatát, miszerint az új színház vasfüggönyét Vlaho Bukovac díszítse fel „A horvát irodalom és művészet újjászületése” című festményével. A színpad mérete 13,2 × 10 × 9,1 méter.
A nézőtér mennyezetén látható festményeket Alexander Demetrius Goltz bécsi festő és dekoratőr készítette. Az első emeleti előcsarnok mennyezetén Ivan Tišov festménye látható, mely 1911-ben készült. A négy mellszobor alkotója ismeretlen. Az épület homlokzatán Ivan Gundulić és Junije Palmotić, az épület keleti oldalán Dimitrija Demeter, a nyugati oldalon padig Vatroslav Lisinski szobrai találhatók. Az építkezés a tervek szerint haladt, és 1895. október 8-án tizenhat hónap elteltével kiadták a használatbavételi engedélyt.
A „Királyi Horvát Tartományi és Nemzeti Színház” 1895. október 14-i avatására az egész ország izgatottan készült, Zágrábot fellobogózták. A horvátellenessége miatt népszerűtlen Bánffy Dezső kormánya is képviseltette magát több magyar város küldötte mellett. Megjelenésük miatt több magyar zászlót szaggattak le a városban. Délután két órakor I. Ferenc József császár sok zágrábi és horvátországi polgár előtt szimbolikusan végezte el az utolsó ütést az erkély oszlopán ezüstkalapácsával, amelyet erre az alkalomra készített Robert Frangeš Mihanović szobrászművész.  Az első ünnepi előadást, szintén a császár és számos vendég jelenlétében, este hét órakor tartották az új épületben „Művészet allegorikus dicsősége, színpadi prológ három felvonásban” címmel. Szerzője Stjepan Miletić volt, zenéjét Ivan Zajc írta. Az előadásban a horvát színjátszás és balett legjobbjai léptek fel. Az előadás nyolcadik képe Zajc Zrínyi Miklós operája volt.
A zágrábi Horvát Nemzeti Színház épülete fennállása idején két felújításon esett át. Az első 1937. május 18. és október 14. között zajlott, amikor csak a technikai eszközöket újították fel.  Az egyetlen átfogó építési felújítást és rekonstrukciót 1967. február 1-jétől az 1969. november 27-i ünnepélyes megnyitóig végezték. Ugyancsak felújították a Kola épületének nyugati szárnyát, amelyet a színház igényei szerint építettek, és amelyet a Hebrangova utca alatt egy földalatti folyosó kötött össze a Horvát Nemzeti Színház épületével.
Az épület bejáratánál található a híres Élet kútja című alkotás, Ivan Meštrović horvát szobrászművész 1905-ben készített munkája, amelyet 1912-ben emeltek a mai helyére.
A legjobb horvát művészek közül sokan dolgoztak a Horvát Nemzeti Színházban. Ivan Zajc volt a színház első karmestere. Jakov Gotovac 1923 és 1958 között volt az operaszínház karnagya. A híres horvát rendező, Branko Gavella itt kezdte ragyogó karrierjét csakúgy, mint az első horvát primabalerina, Mia Čorak Slavenska. Az Opera igazgatója 1988 és 1992 között Janko Kichl volt. 
A zágrábi Horvát Nemzeti Színház programja három művészeti ágból áll: dráma, opera és balett. Számos nemzetközi hírű művész volt már a vendége, például: Liszt Ferenc, Sarah Bernhardt, Lehár Ferenc, Richard Strauss, Gerard Philipe, Vivien Leigh, Laurence Olivier, Jean-Louis Barrault, Peter Brook, Mario del Monaco, José Carreras és mások.

## Galéria
- A homlokzat az élet kútjával
- Szobordíszek az épületen
- A színház belső tere
- A belső tér szobrai
- A nézőtér
- Mennyezetkép
- Az előcsarnok
- A homlokzat díszei
- Ünnepi díszben a pápalátogatáskor

## Fordítás
Ez a szócikk részben vagy egészben  a   Hrvatsko narodno kazalište u Zagrebu című horvát Wikipédia-szócikk ezen változatának fordításán alapul.  Az eredeti cikk szerkesztőit annak laptörténete sorolja fel. Ez a jelzés csupán a megfogalmazás eredetét és a szerzői jogokat jelzi, nem szolgál a cikkben szereplő információk forrásmegjelöléseként.